# Лауфенбург (замок)
Лауфенбург (нем. Laufenburg) — средневековый замок на вершине холма в коммуне Лангервеэ в районе Дюрен в земле Северный Рейн-Вестфалия, Германия.

## Расположение
Замок построен на горе, расположенной на высоте 217 метров над уровнем моря. Сам замок и вся местность вокруг него находятся в частном лесном хозяйстве семьи фон Прюм. Крепость лежит в коммуне Лангервеэ в районе поселений Хайштерн и Мероде. К востоку от замка расположены Эрбсвальд и лес Мероде, ранее входившие в состав графства Мероде.

## История

### Ранняя история
Замок основан в XII веке на самом востоке герцогства Лимбург как рыцарское укрепление, предназначенное для защиты окрестных территорий. Замок располагался над деревней Увы, позже переименованной в Лангервеэ (Langerwehe), к которой были приписаны окружающие поля, луга и леса.
Название замка, вероятно, происходит от искажённого «Лёвенбург» (замок льва). В частности, изображение льва можно увидеть на гербе первых известных владельцев — семьи фон Гертонгераде.
В 1359 году вся территория стала частью герцогства Юлих-Берг. Замок потерял свое прежнее оборонительное значение. Укрепления стали постепенно приходить в упадок.
С XIII века замок стал собственностью рода фон Лауфенбург.
В XV веке через цепочку наследуемой собственности замок оказался во владении семьи фон Ройшенберг.

### Новое время
В конце XVII века замок был разрушен солдатами Людовика XIV. С той поры восстановлением стен и башен долгое время никто не занимался.
Через три столетия владельцы сменились. Место дворян заняли богатые фабриканты. Но в плане наследования всё запутала ситуация во времена владения Лауфенберном промышленника Эдуарда Россбаха, который в 1854 году оформил брак со своей безродной любовницей. Родственники с обеих сторон после смерти супругов начали судебные тяжбы.
Наконец в 1881 году замок, к тому времени превратившийся в руины, был продан семье фон Дюрен, а точнее их богатой ветви фон Хеш. Вскоре были сделаны первые попытки восстановления стен и башен.
В 1913 году собственник вновь сменился. Владельцами стали богатые промышленники из Штольберга. Это была семья Прюм, ставшая одним из крупнейшим акционеров многих ведущих предприятий Германии.

### После второй мировой войны
Во время боевых действий в ходе Второй мировой войны сооружения на территории средневекового замка, который и до того находился в плачевном состоянии, серьёзно пострадали. Тем не менее уже в 1950 году началась реконструкция развалин. Первый этап последовательного восстановления завершился в 1963 году. Например, была восстановлена главная 27-метровая башня.
В 1985 году в замке закончился второй этап реконструкции.

## Современное использование
В настоящее время замок остаётся в собственности семьи фон Прюм. В летнее время в замке работает ресторан. По предварительному согласованию на территории крепости допускается проведение церемоний бракосочетания и прочие праздники.

## Галерея

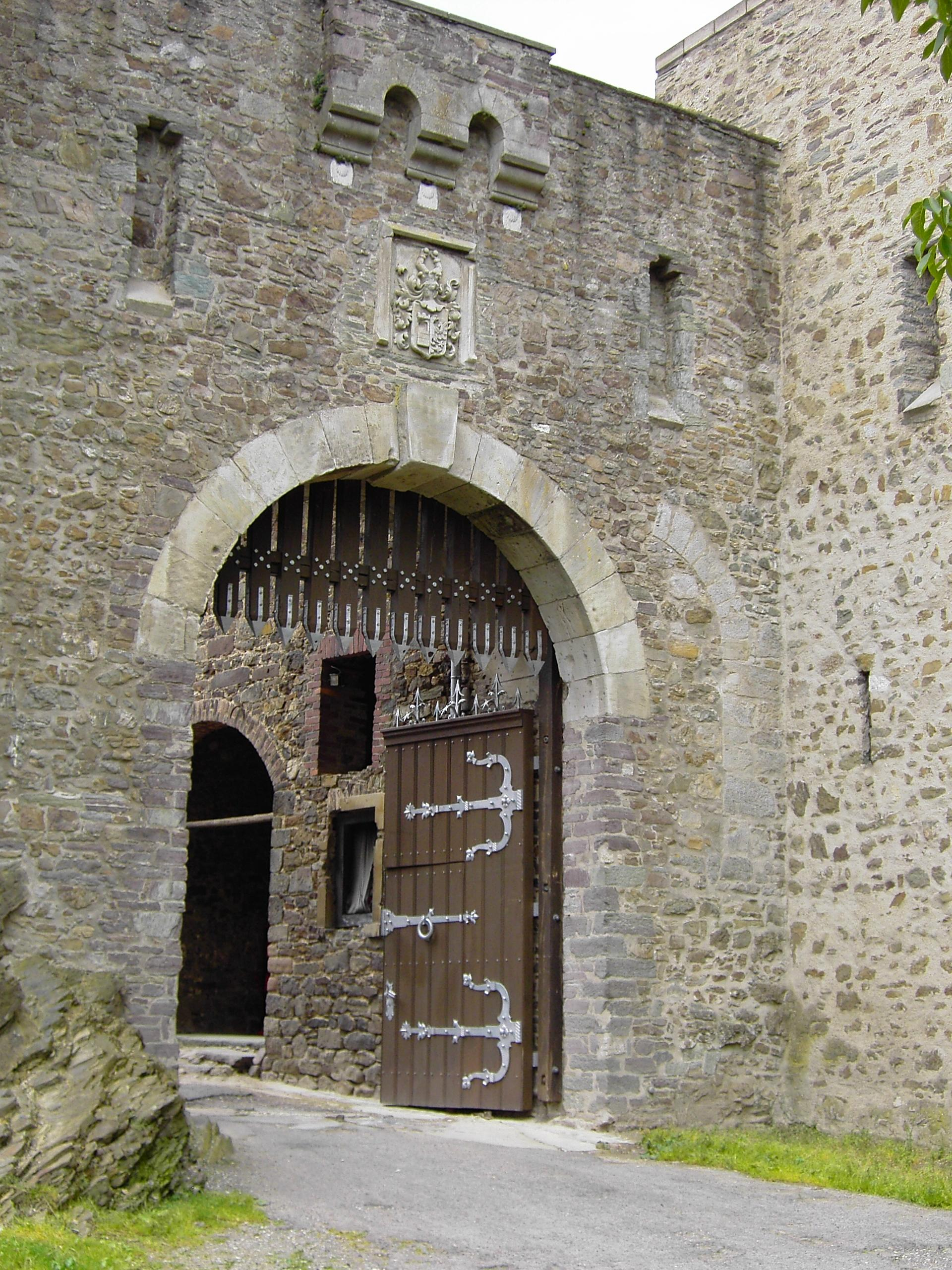
Ворота, ведущие в замок
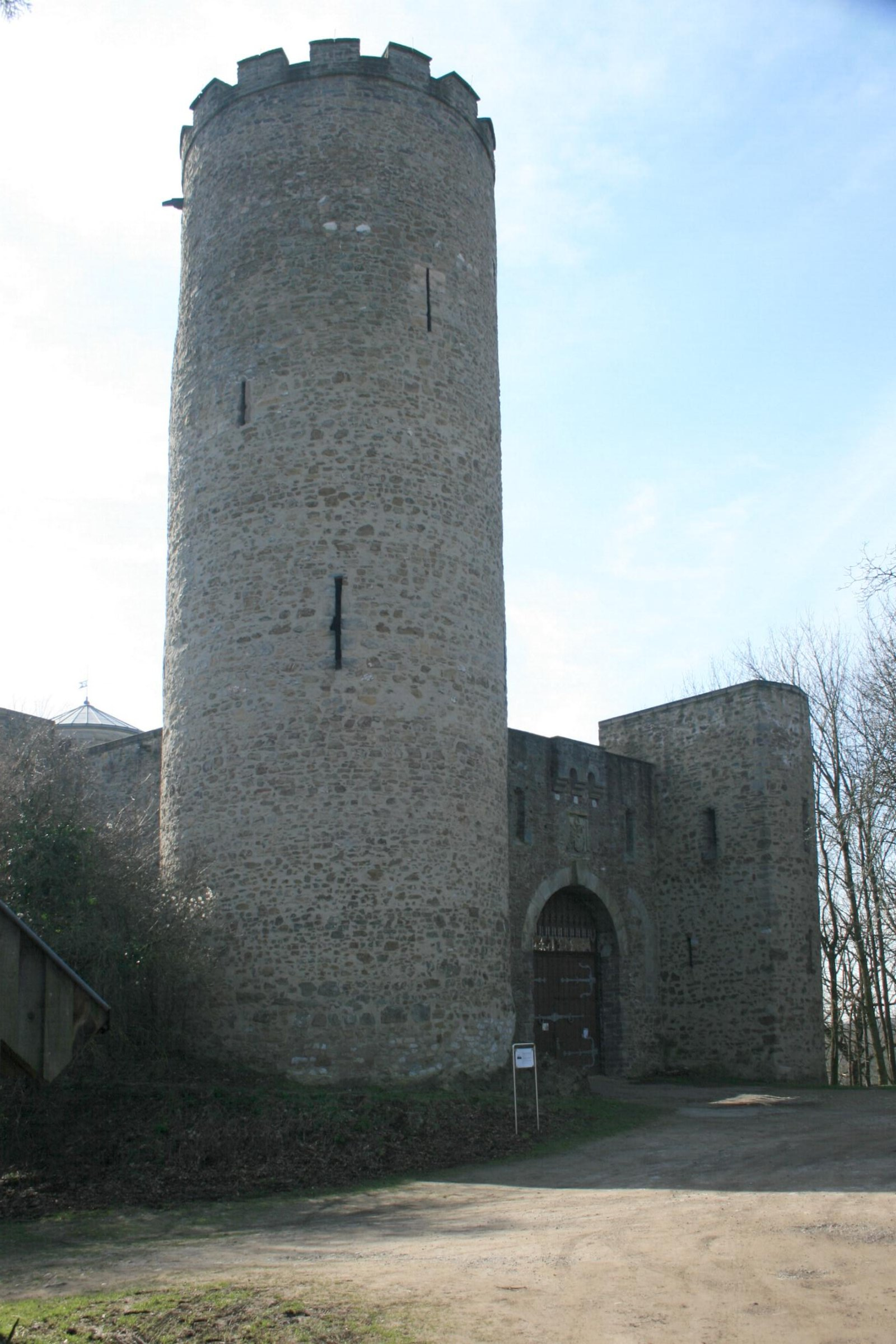
Главная башня замка
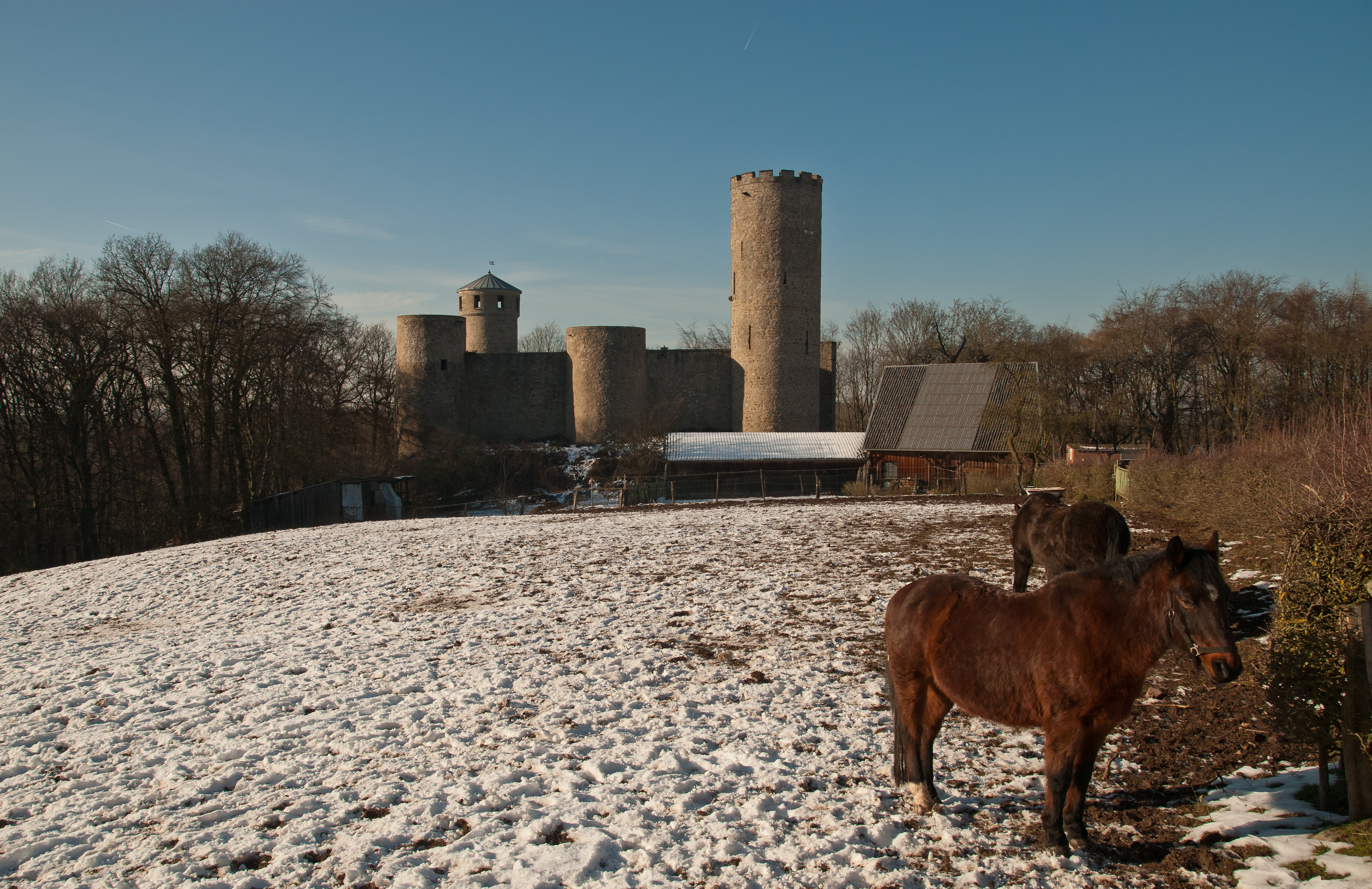
Вид замка в зимнее время
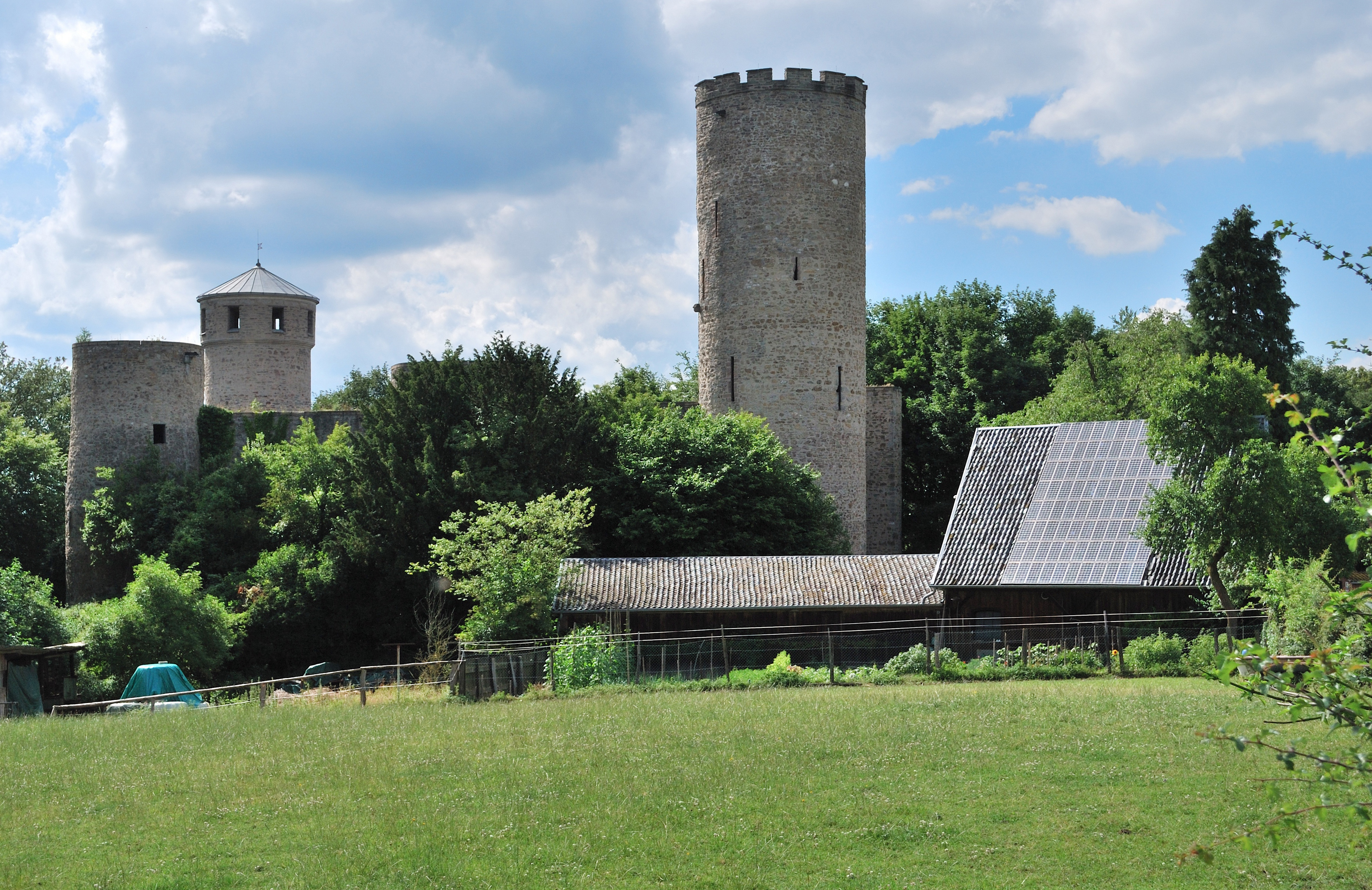
Вид замка со стороны близлежащей фермы